# Edward Jakieła
Edward Jan Jakieła (ur. 18 sierpnia 1963) – polski biathlonista, medalista mistrzostw Polski, reprezentant Polski.

## Życiorys
Był zawodnikiem Górnika Iwonicz.
Reprezentował Polskę na mistrzostwach świata juniorów w 1981 (41. miejsce w biegu indywidualnym, 33. miejsce w sprincie i 11 m. w sztafecie) i mistrzostwach świata seniorów w 1985, zajmując 71. miejsce w biegu indywidualnym i 62. miejsce w sprincie.
Na mistrzostwach Polski seniorów wywalczył dwa brązowe medale w sztafecie 4 × 7,5 km, 1984 i 1985. Był też mistrzem Polski juniorów w sprincie w 1983.
Był skarbnikiem zarządu Polskiego Związku Biathlonu kadencji 2006-2010, od 2014 jest członkiem zarządu tego związku. Jest prezesem Górnika Iwonicz i kieruje Biathlonowym Ośrodkiem Sportowego Szkolenia Młodzieży w Lubatowej.
W plebiscycie na najpopularniejszych sportowców powiatu krośnieńskiego w 2018 został wybrany najlepszym działaczem.
Pracuje w Szkole Podstawowej w Lubatowej.
W 2022 został odznaczony Srebrnym Krzyżem Zasługi.